# Mação
Mação es un municipio portugués perteneciente al distrito de Santarém, Región Centro y comunidad intermunicipal de Medio Tejo, con cerca de 2200 habitantes.

## Geografía
Es sede de un municipio con 400,83 km² de área y 6402 habitantes (2021), subdividido en 6 freguesias. El municipio está limitado al nordeste por Proença-a-Nova, al este por Vila Velha de Ródão y Nisa, al sur por Gavião, al sudoeste por Abrantes, al oeste por Sardoal y por Vila de Rei y al noroeste por Sertã.

## Demografía
| Gráfica de evolución demográfica de Mação entre 1849 y 2021 |
|                                                             |
| Datos según el nomenclátor publicado por el INE portugués.  |

## Freguesias
Las freguesias de Mação son las siguientes:
- Amêndoa
- Cardigos
- Carvoeiro
- Envendos
- Mação, Penhascoso e Aboboreira
- Ortiga